# 229 Аделінда
229 Аделінда (229 Adelinda) — астероїд зовнішнього головного поясу, відкритий 22 серпня 1882 року Йоганном Палізою у Відні. Відноситься до спектрального типу C, названий на честь дружини австрійського астронома Едмунда Вайса — Аделінди.
Тіссеранів параметр щодо Юпітера — 3,126.